# Erzbistum Benin City
Das Erzbistum Benin City (lat.: Archidioecesis Urbis Beninensis) ist eine in Nigeria gelegene römisch-katholische Erzdiözese mit Sitz in Benin City. 

## Geschichte
Das Erzbistum Benin City wurde am 2. Mai 1884 durch Papst Leo XIII. aus Gebietsabtretungen des Apostolischen Vikariates zwei Guineas als Apostolische Präfektur Ober-Niger errichtet. Am 24. August 1911 gab die Apostolische Präfektur Ober-Niger Teile ihres Territoriums zur Gründung der Apostolischen Präfektur Ost-Nigeria ab. Die Apostolische Präfektur Ober-Niger wurde am 24. August 1911 in Apostolische Präfektur West-Nigeria umbenannt.
Am 24. August 1918 wurde die Apostolische Präfektur West-Nigeria durch Papst Benedikt XV. mit der Apostolischen Konstitution Summa afficimur laetitia zum Apostolischen Vikariat erhoben. Das Apostolische Vikariat West-Nigeria gab am 9. Juli 1934 Teile seines Territoriums zur Gründung der Apostolischen Präfekturen Calabar und Benue ab. Am 12. Januar 1943 wurde das Apostolische Vikariat West-Nigeria in Apostolisches Vikariat Asaba-Benin umbenannt.
Das Apostolische Vikariat Asaba-Benin wurde am 18. April 1950 durch Papst Pius XII. mit der Apostolischen Konstitution Laeto accepimus zum Bistum erhoben und in Bistum Benin City umbenannt. Es wurde dem Erzbistum Lagos als Suffraganbistum unterstellt. Am 21. Februar 1955 gab das Bistum Benin City Teile seines Territoriums zur Gründung der Apostolischen Präfektur Kabba ab. Weitere Gebietsabtretungen erfolgten am 10. März 1964 zur Gründung des Bistums Warri und am 5. Juli 1973 zur Gründung des Bistums Issele-Uku.
Am 26. März 1994 wurde das Bistum Benin City durch Papst Johannes Paul II. mit der Apostolischen Konstitution Multis nominibus zum Erzbistum erhoben. Das Erzbistum Benin City gab am 4. Dezember 2002 Teile seines Territoriums zur Gründung des Bistums Auchi ab. Eine weitere Gebietsabtretung erfolgte am 14. Dezember 2005 zur Gründung des Bistums Uromi.

## Ordinarien

### Apostolische Präfekten von Ober-Niger
- Carlo Zappa SMA, 1911

### Apostolische Präfekten von West-Nigeria
- Carlo Zappa SMA, 1911–1917

### Apostolische Vikare von West-Nigeria
- Thomas Broderick SMA, 1918–1933
- Leo Hale Taylor SMA, 1934–1939, dann Apostolischer Vikar der Küste von Benin
- Patrick Joseph Kelly SMA, 1939–1943

### Apostolische Vikare von Asaba-Benin
- Patrick Joseph Kelly SMA, 1943–1950

### Bischöfe von Benin City
- Patrick Joseph Kelly SMA, 1950–1973
- Patrick Ebosele Ekpu, 1973–1994

### Erzbischöfe von Benin City
- Patrick Ebosele Ekpu, 1994–2006
- Richard Anthony Burke SPS, 2007–2010
- Augustine Obiora Akubeze, seit 2011